# Пандемии чумы
В истории известны три колоссальные пандемии чумы. Если при эпидемиях натуральной оспы, холеры, сыпного тифа, испанского гриппа, гриппа H1N1, COVID-19 и многих других — погибало, за редкими исключениями, не больше 30 % заболевших, то заболевание чумой означало верную смерть. Заболевший неминуемо умирал через несколько дней, поэтому ужас эпидемий чумы затмевал ужас всех войн.

## Первая пандемия
Первая — «Юстинианова чума», началась в Египте, опустошила почти все страны Средиземноморья и держалась около 60 лет. В разгар эпидемии в 542 году только в Константинополе ежедневно умирали тысячи человек.  Всего погибло около 100 миллионов человек, Византия потеряла примерно половину населения. Последующие вспышки заболевания оказали большое влияние на Омейядский халифат.

## Вторая пандемия

Распространение Чёрной смерти в Европе в 1347—1353 годах

Вторая пандемия — «Чёрная смерть» — зародилась в Азии и в 1346—1348 годах бушевала в Европе, где её жертвами стали 25 миллионов человек.
В более широком смысле вторая пандемия «наложила свой зловещий отпечаток на всё европейское средневековье». Историки выделяют следующие пики активности чумы:
- 1050—1200 годы — предшествующие эпидемии в Азии; эпидемии чумы отмечались в Индии, Средней Азии и Китае, но чума проникла также в Сирию и Египет[1]
- 1346—1382 годы («Чёрная смерть»)[3]
- 1545—1683 годы[3] (Чума Святого Карла (1575—1578), Эпидемия чумы в Италии (1629—1631), Эпидемия чумы в России (1654—1655), Великая эпидемия чумы в Лондоне (1665—1666),  Великая эпидемия чумы в Вене  (1679))
- 1710—1830 годы[3] (Марсельская чума (1720—1722), Чума в Москве (1770—1772)).

Между этими периодами порой менялось по несколько поколений людей, не знавших чумы (чума в эти периоды сохранялась в многолетних природных очагах).

## Третья пандемия
Третья пандемия — пандемия чумы, началась в 1855 году в китайской провинции Юньнань или, в более широком смысле, из множества природных очагов в Центральном и Юго-Восточном Китае, и официальным началом пандемии считается случайно выбранная эпидемия в Кантоне, несмотря на то, что эпидемии чумы периодически вспыхивали там с 1850-x годов. Как только эпидемия достигла побережья, суда, на этот раз с паровыми двигателями, быстро разнесли чуму по всем частям света. Вспышки чумы отмечались в 87 портовых городах (из нескольких тысяч портов того времени). Особенно чума лютовала в Гонконге и Бомбее. Чума также распространилась на все континенты благодаря торговым судам в виде относительно небольших по масштабу вспышек, не приведших, однако, к возникновению эпидемий, сопоставимых по масштабу с эпидемиями средневековья.